# Lochlainn O’Raifeartaigh
Lochlainn Séamus Ó Raifeartaigh (häufig in leicht anglisierter Schreibung Lochlainn O’Raifeartaigh; * 11. März 1933 in Clontarf, Dublin; † 18. November 2000 in Dublin) war ein irischer theoretischer Physiker.

## Leben
O’Raifeartaigh war der Sohn eines hohen Beamten im irischen Erziehungsministerium, der für den Ausbau der Universitäten mitverantwortlich war. Er studierte am University College Dublin, wo er auch Mitglied einer Gesellschaft zur Pflege des Gälischen war (daneben sprach er fließend Deutsch und Französisch). Nach dem Abschluss 1956 studierte er am Dubliner Institute for Advanced Studies bei John Synge und Erwin Schrödinger. Dort befasste er sich mit Allgemeiner Relativitätstheorie. 1960 promovierte er bei Walter Heitler an der Universität Zürich (Non Local Field Theories) und war danach Assistenzprofessor am Dubliner Institute for Advanced Studies. Nach einer Begegnung mit George Sudarshan in Bern 1963 wurde er zu Vorlesungen über Gruppentheorie am Mathematical Science Institute in Madras eingeladen und war dann 1964 bis 1968 bei Sudarshan an der Syracuse University in den USA. 1967/8 war er am Institute for Advanced Study in Princeton und ab 1968 Professor am Institute for Advanced Studies in Dublin.
O’Raifeartaigh war als Experte für die Anwendung gruppentheoretischer Methoden in der Elementarteilchenphysik bekannt, insbesondere für sein „No-go-Theorem“ von 1965, das nichttriviale Verbindungen interner Symmetrien und der Raum-Zeit-Symmetrien der Poincaré-Gruppe verbot. Dieses Theorem begründete seine Reputation, da sie entsprechenden Versuchen, die damals vielfach unternommen wurden, einen Riegel vorschob (ein Ausweg ergab sich erst mit der Entwicklung der Supersymmetrie). 1975 schrieb er eine weithin beachtete Arbeit über Supersymmetrie-Brechung. Ein möglicher Mechanismus hierzu ist nach ihm benannt. Er zeigte, dass mindestens drei chirale Superfelder (als das supersymmetrische Pendant zu Higgs-Feldern) dazu nötig waren. In den 1980er Jahren untersuchte er u. a. Kac-Moody- und W-Algebren und magnetische Monopole in nichtabelschen Eichtheorien und in den 1990er Jahren die Seiberg-Witten-Theorie. Er veröffentlichte über 200 wissenschaftliche Arbeiten mit mehr als 60 Ko-Autoren.
Er war auch an historischen Aspekten der Wissenschaft interessiert und schrieb darüber das Buch The Dawning of Gauge Theory.
2000 erhielt er die Wigner-Medaille und 1998 einen Humboldt-Forschungspreis. Er war seit 1962 Mitglied der Königlich-Irischen Akademie der Wissenschaften und war Mitglied der Academia Europaea.
Er war seit 1958 verheiratet und hatte fünf Kinder, darunter die Richterin Úna Ní Raifeartaigh und der Physiker Cormac O’Raifeartaigh.

## Schriften
- mit Norbert Straumann: Gauge theory: Historical origins and some modern developments. In: Reviews of Modern Physics. Band 71, Nr. 1, 2000, S. 1–23, doi:10.1103/RevModPhys.72.1, arxiv:hep-ph/9810524.
- Group Structure of Gauge Theories. Cambridge University Press, Cambridge u. a. 1985, ISBN 0-521-34785-8.
- The Dawning of Gauge Theory. Princeton University Press, Princeton NJ 1997, ISBN 0-691-02977-6.